# Nesbitt Blaisdell
Pour les articles homonymes, voir Nesbitt.
Nesbitt Blaisdell est un acteur américain né le 6 décembre 1928 à New York (États-Unis) et mort le 24 septembre 2024,.

## Filmographie

### Cinéma
- 1981 : Ragtime de Miloš Forman : Policier No. 5
- 1983 : Un flic aux trousses (Eddie Macon's Run) de Jeff Kanew : Shérif Nightblack
- 1987 : Summer Heat de Michie Gleason (en) : Bass
- 1988 : Funny Farm de George Roy Hill : Hank
- 1995 : Les Amateurs (Palookaville) de Martin Valente : Fritz
- 1995 : Reckless (en) de Norman René : grand-père
- 1995 : The Journey of August King (en) de John Duigan : McCabe
- 1995 : La Dernière Marche (Dead Man Walking) de Tim Robbins : Warden Hartman
- 1996 : Mme Winterbourne (Mrs. Winterbourne) de Richard Benjamin
- 1997 : Addicted to Love de Griffin Dunne : Ed Green
- 1997 : In and Out (In & Out) de Frank Oz : père de Billy
- 1999 : The Confession (en) de David Hugh Jones : Mr. Defeo
- 2000 : Mambo Café de Reuben Gonzalez : Homeless Guy
- 2000 : Fréquence interdite (Frequency) de Gregory Hoblit : Fred Shepard
- 2002 : La Prophétie des ombres (The Mothman Prophecies) de Mark Pellington : Josh Jarrett
- 2004 : 89 Seconds at Alcázar d'Eve Sussman : Guardadamas

### Télévision
- 1981 : Guests of the Nation : Belcher
- 1983 : Kennedy (en) (feuilleton) : Lyndon B. Johnson
- 1988 : Le Meurtre de Mary Phagan (en) (The Murder of Mary Phagan)
- 2005 : Empire Falls : Père Tom